# Кастельветро-ді-Модена
Кастельветро-ді-Модена (італ. Castelvetro di Modena) — муніципалітет в Італії, у регіоні Емілія-Романья, провінція Модена.
Кастельветро-ді-Модена розташоване на відстані близько 320 км на північний захід від Рима, 32 км на захід від Болоньї, 16 км на південь від Модени.
Населення — 11 306 осіб (2014).
Щорічний фестиваль відбувається 21 травня. Покровитель — Santi Senesio e Teopompo.

## Демографія
Населення за роками:

Станом на 1 січня 2023 року в муніципалітеті офіційно проживало 1199 іноземців з 49 країн, серед них 150 громадян країн Євросоюзу та 56 громадян України.

## Персоналії
- П'єро Феррарі (* 1945) — син Енцо Феррарі, віце-президент компанії «Ferrari».

## Сусідні муніципалітети
- Кастельнуово-Рангоне
- Форміджине
- Маранелло
- Марано-суль-Панаро
- Спіламберто
- Серрамаццоні
- Віньйола